# Холмськ-Сортувальний
47°01′29″ пн. ш. 142°01′48″ сх. д. / 47.024722222222° пн. ш. 142.03° сх. д.
Холмськ-Сортувальний (рос. Холмск-Сортировочный) — сортувальна залізнична станція Сахалінського регіону Далекосхідної залізниці. 
Розташована у передмісті Холмська, Росія. 
Станція є найважливішою сполучною ланкою, яка сполучає Сахалінську залізницю з основною залізничною мережею країни.

## Історія
Станція була відкрита в 1921 році у селищі Теї (Полякове). 
У 1946 після переходу станції під контроль СРСР станція отримала назву Поляково за назвою рибальського селища. 
У 1970-і роки селище увійшло до складу міста, а станція — до складу залізничного вузла. 
Роль станції збільшилася з будівництвом у 1969 — 1973 роках поромної переправи. 
У 1991 році була введена в дію друга черга переправи, а станція офіційно була перейменована в Холмськ-Сортувальний.

## Опис
Станція є залізничним вузлом, від якого розходяться колії на південь (Невельськ), схід (Николайчук, до 1994 року — Южно-Сахалінськ), північний захід (торговельний порт, Ваніно) і північний схід (Чехов, Томарі, Южно-Сахалінськ). 
Станція безпосередньо взаємодіє з поромною переправою Холмськ — Ваніно, відвантажує та завантажує вагони, формує вантажні потяги для острівної магістралі. 
Станція постійно завантажена різними потягами, кількість вагонів сягає 400-х. 
Станція витягнута на 4 км, південна половина станції складається із залізничного вокзалу, перед яким прокладено вісім колій, північна половина — з 16 колій на причали порту та поромної переправи, а також портового депо та пункту з перестановки вагонів з колії 1520 мм на колію 1067 мм.

## Діяльність
Зі станції Холмськ-Сортувальний в область прямує різне обладнання для нафтової, вугільної промисловості, будматеріали, прокат чорних металів (рейки та труби), різна техніка, контейнери ІСО, цистерни з нафтопродуктами. 
На станцію прибувають вантажні вагони з вугіллям, деревиною, пиломатеріалами, металобрухтом, рефрижератори з рибою та морепродуктами.